# Monterrey Open 2016
Monterrey Open 2016 — жіночий тенісний турнір, що проходив на відкритих кортах з твердим покриттям. Це був 8-й за ліком Monterrey Open. Належав до серії International у рамках Туру WTA 2016. Відбувся в Club Sonoma в Монтерреї (Мексика). Тривав з 29 лютого до 6 березня 2016 року.

## Призові очки і гроші

### Розподіл очок
| Дисципліна       | П   | Ф   | ПФ  | ЧФ | 1/8 | 1/16 | Q   | Q3  | Q2  | Q1  |
| Одиночний розряд | 280 | 180 | 110 | 60 | 30  | 1    | 18  | 14  | 10  | 1   |
| Парний розряд    | 280 | 180 | 110 | 60 | 1   | Н/Д  | Н/Д | Н/Д | Н/Д | Н/Д |

### Розподіл призових грошей
| Дисципліна       | П       | Ф       | ПФ      | ЧФ     | 1/8    | 1/16   | Q3     | Q2   | Q1   |
| Одиночний розряд | $43,000 | $21,400 | $11,300 | $5,900 | $3,310 | $1,925 | $1,005 | $730 | $530 |
| Парний розряд*   | $12,300 | $6,400  | $3,435  | $1,820 | $960   | Н/Д    | Н/Д    | Н/Д  | Н/Д  |

*на пару

## Учасниці основної сітки в одиночному розряді

### Сіяні
| Країна          | Гравчиня               | Рейтинг1 | Сіяна |
| --------------- | ---------------------- | -------- | ----- |
| Італія          | Сара Еррані            | 17       | 1     |
| Данія           | Каролін Возняцкі       | 22       | 2     |
| Росія           | Анастасія Павлюченкова | 25       | 3     |
| Велика Британія | Джоанна Конта          | 26       | 4     |
| Франція         | Каролін Гарсія         | 33       | 5     |
| Бельгія         | Алісон ван Ейтванк     | 44       | 6     |
| Чорногорія      | Данка Ковінич          | 46       | 7     |
| Угорщина        | Тімеа Бабош            | 48       | 8     |

- 1 Рейтинг подано станом на 22 лютого 2016.

### Інші учасниці
Нижче наведено учасниць, які отримали вайлд-кард на участь в основній сітці:
- Вікторія Родрігес
- Франческа Ск'явоне
- Марсела Сакаріас

Нижче наведено гравчинь, які пробились в основну сітку через стадію кваліфікації:
- Петра Мартич
- Ніколь Гіббс
- Юлія Глушко
- Полін Пармантьє

### Знялись з турніру
До початку турніру
- Вікторія Азаренко → її замінила  Магдалена Рибарикова
- Медісон Кіз → її замінила  Ірина Фалконі
- Карін Кнапп → її замінила  Татьяна Марія
- Лора Робсон → її замінила  Гезер Вотсон
- Коко Вандевей → її замінила  Маріана дуке-Маріньйо

### Завершили кар'єру
- Крістіна Макгейл (запаморочення)

## Учасниці основної сітки в парному розряді

### Сіяні
| Країна     | Гравчиня                | Країна  | Гравчиня              | Рейтинг1 | Сіяна |
| ---------- | ----------------------- | ------- | --------------------- | -------- | ----- |
| Іспанія    | Анабель Медіна Гаррігес | Іспанія | Аранча Парра Сантонха | 70       | 1     |
| Австралія  | Анастасія Родіонова     | Польща  | Алісія Росольська     | 85       | 2     |
| Нідерланди | Кікі Бертенс            | Швеція  | Юганна Ларссон        | 107      | 3     |
| Аргентина  | Марія Ірігоєн           | Польща  | Паула Канія           | 131      | 4     |

- Рейтинг станом на 22 лютого 2016.

### Інші учасниці
Нижче наведено пари, які отримали вайлдкард на участь в основній сітці:
- Андреа Гаміс /  Ана Софія Санчес
- Вікторія Родрігес /  Рената Сарасуа

## Переможниці

### Одиночний розряд
- Гезер Вотсон —  Кірстен Фліпкенс 3–6, 6–2, 6–3[4]

### Парний розряд
- Анабель Медіна Гаррігес /  Аранча Парра Сантонха —  Петра Мартич /  Марія Санчес 4–6, 7–5, [10–7]